# Songs to Save Your Life
Songs To Save Your Life è un album raccolta.
Pubblicato il 19 giugno del 2004 dalla rivista NME, il disco contiene una serie di brani di artisti e band, selezionati da Morrissey.
Una raccolta analoga, intitolata Under the Influence, è stata pubblicata nel 2003.
Il brano d'apertura della raccolta è una canzone dello stesso Morrissey, intitolata The Never Played Symphonies e già edita in precedenza come b-side del singolo Irish Blood, English Heart e contenuta anche nella deluxe edition dell'album You Are the Quarry.

## Tracce
1. Morrissey - The Never Played Symphonies - 3:05
2. The Killers - Jenny Was A Friend Of Mine - 4:05
3. Gene - Fighting Fit- 3:56
4. Sparks - Barbecutie - 3:08
5. The Slits - Love Und Romance - 2:26
6. The Ordinary Boys - (Little) Bubble - 4:06
7. New York Dolls - Vietnamese Baby - 3:39
8. Franz Ferdinand - Jacqueline (live) - 3:38
9. Raymonde - No-one Can Hold A Candle To You - 2:58
10. Ludus - Let Me Go Where My Pictures Go - 3:15
11. Sack - Colorado Springs - 2:34
12. Remma - Worry Young (demo) - 4:06
13. Pony Club - Single - 4:26
14. Jobriath - Morning Star Ship - 3:30
15. Damien Dempsey - Factories - 5:19
16. The Libertines - Time For Heroes - 2:40
17. Sir John Betjeman - A Child Ill - 2:49